# Levensloopverlofkorting
Levensloopverlofkorting was een tot en met 2021 bestaande heffingskorting die na het berekenen van de te betalen belasting hiervan afgetrokken mogen worden. Hierdoor hoeft dus minder belasting betaald te worden.
Recht op levensloopverlofkorting bestond indien de belastingplichtige een reguliere opname van een levenslooptegoed deed.
De korting was gelijk aan het bedrag van het opgenomen levenslooptegoed, maar met een maximumbedrag (2017: € 210) per jaar waarin is gestort in de levensloopregeling, en alleen over de jaren tot en met 2011. Vanaf 1 januari 2012 kon men geen levensloopverlofkorting meer opbouwen.
Was er in het verleden gebruikgemaakt van deze korting dan werd dit / deze bedrag(en) afgetrokken van de korting.
| Jaar | Maximale korting |
| ---- | ---------------- |
| 2006 | 185              |
| 2007 | 188              |
| 2008 | 191              |
| 2009 | 195              |
| 2010 | 199              |
| 2011 | 201              |
| 2012 | 205              |
| 2013 | 205              |

De wet IB vermeldde de levensloopverlofkorting ophet laatst niet op de reguliere plaatsen in hoofdstuk 8, maar verwees in artikel 10a.11 (Overgangsbepaling levensloopregelingen) naar de artikelen 8.2, onderdeel l, 8.9, eerste lid, 8.18a, eerste lid, eerste volzin, en tweede lid, 9.2, vierde lid, en 10.1, zoals deze bepalingen op 31 december 2011 luidden.
De diverse bijstellingsregelingen bevatten bepalingen als "In de Wet inkomstenbelasting 2001, zoals deze wet op 31 december 2011 luidde wordt in artikel 8.18a, tweede lid, ‘€ 209’ vervangen door: € 210.", dat wil zeggen dat het vermelde bedrag (de maximale korting) nog steeds wordt geïndexeerd., wat ook min of meer volgt uit het noemen van indexeringsartikel 10.1 (zie hierboven).
Kinderkorting · Combinatiekorting · Aanvullende combinatiekorting · Alleenstaande-ouderkorting · Ouderenkorting · Aanvullende ouderenkorting · Jonggehandicaptenkorting · Levensloopverlofkorting · Korting voor groene beleggingen